# Sion (huyện)
Huyện Sion (tiếng Pháp: District du Sion, tiếng Đức: Bezirk Sion) là một huyện hành chính của Thụy Sĩ. Huyện này thuộc bang Bang Valais. Huyện Sion có diện tích 126 km², dân số theo thống kê của cục thống kê Thụy Sĩ năm 1999 là 36819 người. Trung tâm của huyện đóng ở Sion. Mã của huyện là 2312.